# Kirchenkreis Oderland-Spree
Der Kirchenkreis Oderland-Spree ist einer von fünf Kirchenkreisen der Evangelischen Kirche Berlin-Brandenburg-schlesische Oberlausitz im Sprengel Görlitz.
Im Kirchenkreis gibt es rund 40 Kirchengemeinden mit rund 35.000 Mitgliedern (Stand 2024).

## Lage
Kirchengebäude des Kirchenkreises befinden sich im Landkreis Barnim, im Landkreis Märkisch-Oderland, in der kreisfreien Stadt Frankfurt (Oder), im Landkreis Oder-Spree, im Landkreis Dahme-Spreewald und im Landkreis Spree-Neiße.

## Geschichte
Der Kirchenkreis entstand zum 1. Januar 2014 durch Zusammenschluss der drei Kirchenkreise An Oder und Spree, Fürstenwalde-Strausberg und Oderbruch. Die drei Vorgängerkirchenkreise waren selbst erst 1998 innerhalb der Evangelischen Kirche in Berlin-Brandenburg durch Fusionen (Kirchenkreise Beeskow und Frankfurt/Oder sowie Teile des Kirchenkreises Guben, Kirchenkreise Fürstenwalde und Strausberg, Kirchenkreise Seelow und Bad Freienwalde) gegründet worden.

## Organisation

### Superintendentur
Am 7. Oktober 2014 wurde der Pfarrer Frank Schürer-Behrmann, von 2004 bis 2014 Superintendent des Kirchenkreises Fürstenwalde-Strausberg, zum Superintendenten für den Kirchenkreis Oderland-Spree gewählt. Am 29. November 2014 beim Festgottesdienst in der St.-Gertraud-Kirche in Frankfurt (Oder) trat er sein Amt an.
Bei einer Sondersynode in Müncheberg am 27. Juni 2024 wurde Pfarrer Frank Schürer-Behrmann für weitere 10 Jahre als Superintendent bestätigt.

### Verwaltung
Der Kirchenkreis gehört keinem Kirchenkreisverband an, die Verwaltungsunterstützung erfolgt durch das Kirchenverwaltungsamt Frankfurt (Oder), dessen alleiniger Träger der Kirchenkreis ist.

### Territoriale Gliederung
Der Kirchenkreis gliedert sich in neun Regionen.
| Region           | Pfarrsprengel | Gemeinden |
| ---------------- | --- | --- |
| Bad Freienwalde  | Pfarrsprengel Alte Oder (KG Oderberg-Altglietzen, KG Oberbarnim-Nikolai) | GKG Haselberg, Neulietzegöricke, KG Neutrebbin Oderbruch, KG Wriezen/Oderland                                              |
| Beeskow          | Pfarrsprengel Buckow-Glienicke (KG Buckow, KG Glienicke) | GKG Beeskow, Friedland-Niewisch, Lieberose und Land, Tauche                                                                |
| Eisenhüttenstadt | Pfarrsprengel Brieskow-Finkenheerd und Ziltendorf (KG Brieskow-Finkenheerd-Groß Lindow und KG Ziltendorf-Wiesenau), Pfarrsprengel Eisenhüttenstadt-Fürstenberg (Oder) (Friedenskirchengemeinde Eisenhüttenstadt, Nikolaikirchengemeinde Eisenhüttenstadt) | KG Neuzelle |
| Erkner           | Pfarrsprengel Oderland-Spree-West (Erkner, Grünheide, Kagel, Markgrafpieske, Neu Zittau, Rüdersdorf, Spreenhagen, Woltersdorf) | |
| Frankfurt (Oder) | | Frankfurt (Oder) - Lebus, Lutherstift, Müllrose und Fünfeichen, Biegen-Jacobsdorf und Arensdorf-Sieversdorf                |
| Fürstenwalde     | | St. Marien Domgemeinde Fürstenwalde, Fürstenwalde-Süd, Beerfelde, Berkenbrück, Buchholz, Demnitz, Hangelsberg, Heinersdorf |
| Seelow           | Pfarrsprengel Letschin-Gorgast (KG Letschin-Oderbruch, KG Gorgast-Golzow), Pfarrsprengel Neuentempel | Falkenhagen, Mallnow Podelzig, Neuhardenberg, Seelow Friedersdorf                                                          |
| Storkow          | | Bad Saarow - Pieskow, Friedersdorf - Kablow, Reichenwalde, Storkow                                                         |
| Strausberg       | | Altlandsberg, Gielsdorf, Herzfelde-Rehfelde, Ihlow, Märkische Schweiz, KG Müncheberger Land, Strausberg St. Marien         |

Zur Zeit seiner Gründung umfasste der Kirchenkreis 101 Kirchengemeinden und eine Anstaltsgemeinde mit ca. 45000 Kirchengliedern.
Im Jahr 2019 vereinigten sich die drei Kirchengemeinden Altranft, Bad Freienwalde und Hoher Barnim zur Kirchengemeinde Oberbarnim-Nikolai.
Zum 1. Januar 2024 kam es zur Neubildung mehrerer Kirchengemeinden. Die Kirchengemeinden Müllrose und Fünfeichen vereinigten sich zur Evangelischen Kirchengemeinde im Schlaubetal. Die Kirchengemeinden Beerfelde, Buchholz, Demnitz-Berkenbrück, Hangelsberg, Martin-Luther-Kirchengemeinde Fürstenwalde-Süd und der St. Marien Domgemeinde Fürstenwalde wurden zur Evangelischen Kirchengemeinde Region Fürstenwalde (Spree). Zur Evangelischen Gesamtkirchengemeinde an Löcknitz und Spree schlossen sich die Kirchengemeinden von Erkner, Grünheide, Kagel, Markgrafpieske, Neu Zittau, Rüdersdorf, Spreenhagen und Woltersdorf zusammen. Aus der Ev. Friedensgemeinde und der Ev. Nikolaikirchengemeinde in Eisenhüttenstadt wurde die Evangelische Kirchengemeinde Eisenhüttenstadt. Die Evangelische Kirchengemeinde Neuhardenberg-Gusow ist der Zusammenschluss der Kirchengemeinden Neuhardenberg und Gusow-Platkow. 
Die Evangelische Gesamtkirchengemeinde von Seelow bis Mallnow wird aus der Kirchengemeinde Seelow, der Hoffnungskirchengemeinde Oderbruch-Süd und der Kirchengemeinde Mallnow bestehen. Hier steht die Genehmigung durch das Konsistorium noch aus.

## Sakralbauten

### Kirchengebäude
| Name und Lage                        | Name und Lage                              | Name und Lage              | Name und Lage     | Kirchengebiet    | Kirchengebiet                                 |  |
| Name                                 | Ort                                        | Gemeinde                   | Landkreis         | Region           | Pfarrsprengel / Gemeinde                      |  |
| ------------------------------------ | ------------------------------------------ | -------------------------- | ----------------- | ---------------- | --------------------------------------------- |  |
| Dorfkirche Ahrensdorf                | Ortsteil Ahrensdorf                        | Rietz-Neuendorf            | Oder-Spree        | Beeskow          | KG Glienicke                                  |  |
| Dorfkirche Alt Madlitz               | Ortsteil Alt Madlitz                       | Briesen (Mark)             | Oder-Spree        |                  |                                               |  |
| Dorfkirche Altbarnim                 | Gemeindeteil Altbarnim                     | Gemeinde Neutrebbin        | Märkisch-Oderland | Bad Freienwalde  | KG Neutrebbin Oderbruch                       |  |
| Klosterkirche Altfriedland           | Altfriedland                               | Neuhardenberg              | Märkisch-Oderland |                  |                                               |  |
| Dorfkirche Altglietzen               | Ortsteil Altglietzen                       | Bad Freienwalde            | Märkisch-Oderland | Bad Freienwalde  | KG Oderberg-Altglietzen                       |  |
| St. Marien                           |                                            | Altlandsberg               | Märkisch-Oderland | Strausberg       | KG Altlandsberg                               |  |
| Dorfkirche Altmädewitz               |                                            | Oderaue                    | Märkisch-Oderland | Bad Freienwalde  | KG Wriezen/Oderland                           |  |
| Dorfkirche Altranft                  | Ortsteil Altranft                          | Bad Freienwalde (Oder)     | Märkisch-Oderland |                  |                                               |  |
| Dorfkirche Altwustrow                | Ortsteil Altwustrow                        | Oderaue                    | Märkisch-Oderland |                  |                                               |  |
| Dorfkirche Arensdorf                 | Ortsteil Arensdorf                         | Steinhöfel                 | Oder-Spree        |                  |                                               |  |
| Malche-Kirche                        |                                            | Bad Freienwalde (Oder)     | Märkisch-Oderland |                  |                                               |  |
| St. Nikolai                          |                                            | Bad Freienwalde (Oder)     | Märkisch-Oderland |                  |                                               |  |
| Evangelische Kirche                  |                                            | Bad Saarow                 | Oder-Spree        |                  |                                               |  |
| Dorfkirche Beerfelde                 | Ortsteil Beerfelde                         | Steinhöfel                 | Oder-Spree        |                  |                                               |  |
| Marienkirche                         |                                            | Beeskow                    | Oder-Spree        | Beeskow          |                                               |  |
| Dorfkirche Berkenbrück               |                                            | Berkenbrück                | Oder-Spree        |                  |                                               |  |
| St. Nicolai Andreas                  | Ortsteil Biegen                            | Briesen (Mark)             | Oder-Spree        |                  |                                               |  |
| Dorfkirche Birkholz                  | Ortsteil Birkholz                          | Rietz-Neuendorf            | Oder-Spree        |                  |                                               |  |
| Dorfkirche Bliesdorf                 |                                            | Bliesdorf                  | Märkisch-Oderland |                  |                                               |  |
| Dorfkirche Bollersdorf               | Ortsteil Bollersdorf                       | Oberbarnim                 | Märkisch-Oderland |                  |                                               |  |
| Dorfkirche Bornow                    | Ortsteil Bornow                            | Beeskow                    | Oder-Spree        |                  |                                               |  |
| Dorfkirche Bralitz                   | Ortsteil Bralitz                           | Bad Freienwalde (Oder)     | Märkisch-Oderland |                  |                                               |  |
| Dorfkirche Briesen                   |                                            | Briesen (Mark)             | Oder-Spree        |                  |                                               |  |
| Dorfkirche Buchholz                  | Ortsteil Buchholz                          | Altlandsberg               | Märkisch-Oderland |                  |                                               |  |
| Dorfkirche Buchholz                  | Ortsteil Buchholz                          | Steinhöfel                 | Oder-Spree        |                  |                                               |  |
| Stadtpfarrkirche Buckow              |                                            | Buckow (Märkische Schweiz) | Märkisch-Oderland | Beeskow          | KG Buckow                                     |  |
| Dorfkirche Carzig                    | Ortsteil Carzig                            | Fichtenhöhe                | Märkisch-Oderland |                  |                                               |  |
| Dorfkirche Chossewitz                | Ortsteil Chossewitz                        | Friedland                  | Oder-Spree        |                  |                                               |  |
| Dorfkirche Dahmsdorf                 | Ortsteil Dahmsdorf                         | Reichenwalde               | Oder-Spree        |                  |                                               |  |
| Dorfkirche Demnitz                   | Ortsteil Demnitz                           | Steinhöfel                 | Oder-Spree        |                  |                                               |  |
| Dorfkirche Döbberin                  | Ortsteil Döbberin                          | Zeschdorf                  | Märkisch-Oderland | Seelow           |                                               |  |
| Kirchenruine Dolgelin                | Ortsteil Dolgelin                          | Lindendorf                 | Märkisch-Oderland |                  |                                               |  |
| Dorfkirche Eggersdorf                | Ortsteil Eggersdorf                        | Stadt Müncheberg           | Märkisch-Oderland | Strausberg       |                                               |  |
| Gemeindezentrum Eisenhüttenstadt     | Stadtteil Neustadt                         | Eisenhüttenstadt           | Oder-Spree        |                  |                                               |  |
| Genezareth-Kirche                    |                                            | Erkner                     | Oder-Spree        | Erkner           |                                               |  |
| Dorfkirche Falkenberg                | Ortsteil Falkensee                         | Briesen (Mark)             | Oder-Spree        |                  |                                               |  |
| Dorfkirche Falkenhagen               |                                            | Falkenhagen                | Märkisch-Oderland |                  |                                               |  |
| Dorfkirche Frankenfelde              | Ortsteil Frankenfelde                      | Wriezen                    | Märkisch-Oderland |                  |                                               |  |
| Sankt-Gertraud-Kirche                |                                            | Stadt Frankfurt (Oder)     | -                 | Frankfurt (Oder) |                                               |  |
| Heilandskapelle Frankfurt            |                                            | Stadt Frankfurt (Oder)     | -                 | Frankfurt (Oder) |                                               |  |
| Marienkirche Frankfurt               |                                            | Stadt Frankfurt (Oder)     | -                 | Frankfurt (Oder) |                                               |  |
| Friedenskirche                       |                                            | Stadt Frankfurt (Oder)     | -                 | Frankfurt (Oder) |                                               |  |
| Dorfkirche Friedersdorf              | Ortsteil Friedersdorf                      | Vierlinden                 | Märkisch-Oderland | Seelow           | KG Friedersdorf                               |  |
| Dorfkirche Friedersdorf              | Ortsteil Friedersdorf                      | Heidesee                   | Dahme-Spreewald   | Storkow          | Pfarrsprengel Storkow / KG Friedersdorf       |  |
| St. Nikolai                          | Fürstenberg an der Oder                    | Eisenhüttenstadt           | Oder-Spree        |                  |                                               |  |
| Dorfkirche Trebus                    | Ortsteil Trebus                            | Stadt Fürstenwalde/Spree   | Oder-Spree        | Fürstenwalde     |                                               |  |
| Dom St. Marien                       |                                            | Stadt Fürstenwalde/Spree   | Oder-Spree        | Fürstenwalde     |                                               |  |
| Dorfkirche Garzin                    | Garzin                                     | Garzau-Garzin              | Märkisch-Oderland |                  |                                               |  |
| Dorfkirche Garzau                    | Garzau                                     | Garzau-Garzin              | Märkisch-Oderland |                  |                                               |  |
| Dorfkirche Gielsdorf                 | Ortsteil Gielsdorf                         | Stadt Altlandsberg         | Märkisch-Oderland | Strausberg       |                                               |  |
| Dorfkirche Glienicke                 | Ortsteil Glienicke                         | Rietz-Neuendorf            | Oder-Spree        |                  |                                               |  |
| Dorfkirche Gorgast                   | Ortsteil Gorgast                           | Küstriner Vorland          | Märkisch-Oderland |                  |                                               |  |
| Dorfkirche Görlsdorf                 | Ortsteil Görlsdorf                         | Vierlinden                 | Märkisch-Oderland | Seelow           | Bekenntniskirchengemeinde Lietzen-Neuentempel |  |
| Dorfkirche Görsdorf b. Storkow       |                                            | Storkow (Mark)             | Oder-Spree        | Storkow          |                                               |  |
| Dorfkirche Groß Rietz                | Ortsteil Groß Rietz                        | Rietz-Neuendorf            | Oder-Spree        | Beeskow          | GKG Beeskow                                   |  |
| Dorfkirche Groß Schauen              |                                            | Storkow (Mark)             | Oder-Spree        | Storkow          |                                               |  |
| Dorfkirche Groß Briesen              | Ortsteil Groß Briesen                      | Friedland                  | Oder-Spree        | Beeskow          | GKG Beeskow                                   |  |
| Dorfkirche Groß Lindow               |                                            | Groß Lindow                | Oder-Spree        |                  |                                               |  |
| Zum Guten Hirten                     |                                            | Grünheide (Mark)           | Oder-Spree        |                  |                                               |  |
| Dorfkirche Grunow                    | Ortsteil Grunow                            | Oberbarnim                 | Märkisch-Oderland |                  |                                               |  |
| Dorfkirche Hangelsberg               | Ortsteil Hangelsberg                       | Grünheide (Mark)           | Oder-Spree        |                  |                                               |  |
| Dorfkirche Hasenfelde                | Ortsteil Hasenfelde                        | Steinhöfel                 | Oder-Spree        |                  |                                               |  |
| Dorfkirche Heinersdorf               | Ortsteil Heinersdorf                       | Steinhöfel                 | Oder-Spree        |                  |                                               |  |
| Dorfkirche Hennickendorf             | Ortsteil Hennickendorf                     | Rüdersdorf bei Berlin      | Märkisch-Oderland | Erkner           |                                               |  |
| Dorfkirche Hermersdorf               | Ortsteil Hermersdorf                       | Stadt Müncheberg           | Märkisch-Oderland | Strausberg       |                                               |  |
| Dorfkirche Herzberg                  | Ortsteil Herzberg                          | Rietz-Neuendorf            | Oder-Spree        |                  |                                               |  |
| Dorfkirche Hirschfelde               | Ortsteil Hirschfelde                       | Werneuchen                 | Barnim            | Strausberg       |                                               |  |
| Dorfkirche Hohenjesar                | Ortsteil Hohenjesar                        | Zeschdorf                  | Märkisch-Oderland | Seelow           |                                               |  |
| Dorfkirche Hohenstein                | Ortsteil Hohenstein                        | Stadt Strausberg           | Märkisch-Oderland |                  |                                               |  |
| Dorfkirche Hoppegarten               | Ortsteil Hoppegarten                       | Stadt Müncheberg           | Märkisch-Oderland |                  |                                               |  |
| Dorfkirche Ihlow                     | Ortsteil Ihlow                             | Oberbarnim                 | Märkisch-Oderland |                  |                                               |  |
| Dorfkirche Jacobsdorf                |                                            | Jacobsdorf                 | Oder-Spree        |                  |                                               |  |
| Dorfkirche Jänickendorf              | Jänickendorf                               | Steinhöfel                 | Oder-Spree        |                  |                                               |  |
| Dorfkirche Kablow                    | Ortsteil Kablow                            | Stadt Königswusterhausen   | Dahme-Spreewald   |                  |                                               |  |
| Dorfkirche Kagel                     | Ortsteil Kagel                             | Grünheide (Mark)           | Oder-Spree        |                  |                                               |  |
| Dorfkirche Kienbaum                  | Ortsteil Kienbaum                          | Grünheide (Mark)           | Oder-Spree        |                  |                                               |  |
| Dorfkirche Klein Muckrow             | Ortsteil Klein Muckrow                     | Stadt Friedland            | Oder-Spree        |                  |                                               |  |
| Dorfkirche Klosterdorf               | Ortsteil Klosterdorf                       | Oberbarnim                 | Märkisch-Oderland |                  |                                               |  |
| Dorfkirche Krügersdorf               | Ortsteil Krügersdorf                       | Beeskow                    | Oder-Spree        |                  |                                               |  |
| Dorfkirche Kunersdorf                | Ortsteil Kunersdorf                        | Bliesdorf                  | Märkisch-Oderland | Bad Freienwalde  | KG Neutrebbin Oderbruch                       |  |
| Dorfkirche Leeskow                   | Ortsteil Leeskow                           | Jamlitz                    | Dahme-Spreewald   |                  |                                               |  |
| Dorfkirche Libbenichen               | Ortsteil Libbenichen                       | Lindendorf                 | Märkisch-Oderland |                  |                                               |  |
| Dorfkirche Lichtenberg               | Ortsteil Lichtenberg                       | Frankfurt (Oder)           | Frankfurt (Oder)  |                  |                                               |  |
| Landkirche Lieberose                 |                                            | Stadt Lieberose            | Dahme-Spreewald   |                  |                                               |  |
| Stadtkirche Lieberose                |                                            | Stadt Lieberose            | Dahme-Spreewald   |                  |                                               |  |
| Dorfkirche Lindenberg                | Ortsteil Lindenberg                        | Tauche                     | Märkisch-Oderland |                  |                                               |  |
| Dorfkirche Lossow                    | Ortsteil Lossow                            | Frankfurt (Oder)           | Frankfurt (Oder)  |                  |                                               |  |
| Dorfkirche Markgrafpieske            | Ortsteil Markgrafpieske                    | Spreenhagen                | Oder-Spree        |                  |                                               |  |
| Dorfkirche Marxdorf                  | Ortsteil Marxdorf                          | Vierlinden                 | Märkisch-Oderland |                  |                                               |  |
| Dorfkirche Merz                      | Gemeindeteil Merz                          | Ragow-Merz                 | Oder-Spree        |                  |                                               |  |
| Dorfkirche Mixdorf                   |                                            | Mixdorf                    | Oder-Spree        |                  |                                               |  |
| Dorfkirche Möbiskruge                | Ortsteil Möbiskruge                        | Neuzelle                   | Oder-Spree        |                  |                                               |  |
| Kirche Müllrose                      |                                            | Stadt Müllrose             | Oder-Spree        |                  |                                               |  |
| Stadtkirche Müncheberg               |                                            | Stadt Müncheberg           | Märkisch-Oderland | Strausberg       |                                               |  |
| Dorfkirche Münchehofe                | Ortsteil Münchehofe                        | Stadt Müncheberg           | Märkisch-Oderland | Strausberg       |                                               |  |
| Dorfkirche Neu Golm                  | Ortsteil Neu Golm                          | Bad Saarow                 | Oder-Spree        |                  |                                               |  |
| Dorfkirche Neuendorf im Sande        | Ortsteil Neuendorf im Sande                | Steinhöfel                 | Oder-Spree        |                  |                                               |  |
| Dorfkirche Neuenhagen in der Neumark | Ortsteil Neuenhagen                        | Bad Freienwalde (Oder)     | Märkisch-Oderland |                  |                                               |  |
| Dorfkirche Neulietzegöricke          | Ortsteil Neulietzegöricke                  | Neulewin                   | Märkisch-Oderland |                  |                                               |  |
| Pfarrkirche zum Heiligen Kreuz       |                                            | Neuzelle                   | Oder-Spree        |                  |                                               |  |
| Dorfkirche Niederjesar               | Ortsteil Niederjesar                       | Fichtenhöhe                | Märkisch-Oderland |                  |                                               |  |
| Dorfkirche Obersdorf                 | Ortsteil Obersdorf                         | Stadt Müncheberg           | Märkisch-Oderland | Strausberg       |                                               |  |
| St. Nikolai                          |                                            | Stadt Oderberg             | Barnim            | Bad Freienwalde  | KG Oderberg-Altglietzen                       |  |
| Dorfkirche Petersdorf                | Ortsteil Petersdorf                        | Jacobsdorf                 | Oder-Spree        |                  |                                               |  |
| Dorfkirche Pfaffendorf               | Ortsteil Pfaffendorf                       | Rietz-Neuendorf            | Oder-Spree        |                  |                                               |  |
| Dorfkirche Pieskow                   | Ortsteil Pieskow                           | Bad Saarow                 | Oder-Spree        |                  |                                               |  |
| Dorfkirche Pillgram                  | Ortsteil Pillgram                          | Jacobsdorf                 | Oder-Spree        |                  |                                               |  |
| Dorfkirche Pritzhagen                | Ortsteil Pritzhagen                        | Oberbarnim                 | Märkisch-Oderland |                  |                                               |  |
| Dorfkirche Rauen                     |                                            | Rauen                      | Oder-Spree        |                  |                                               |  |
| Kirche Rehfelde                      |                                            | Rehfelde                   | Märkisch-Oderland |                  |                                               |  |
| Dorfkirche Reichenow                 | Ortsteil Reichenow                         | Reichenow-Möglin           | Märkisch-Oderland |                  |                                               |  |
| Dorfkirche Reichenwalde              |                                            | Reichenwalde               | Oder-Spree        |                  |                                               |  |
| Dorfkirche Reicherskreuz             | Ortsteil Reicherskreuz                     | Schenkendöbern             | Spree-Neiße       |                  |                                               |  |
| Dorfkirche Reudnitz                  | Ortsteil Reudnitz                          | Stadt Friedland            | Oder-Spree        |                  |                                               |  |
| Dorfkirche Ringenwalde               | Ortsteil Ringenwalde                       | Märkische Höhe             | Märkisch-Oderland |                  |                                               |  |
| Hoffnungskirche                      |                                            | Rüdersdorf bei Berlin      | Märkisch-Oderland | Erkner           |                                               |  |
| Dorfkirche Sachsendorf               | Sachsendorf                                | Lindendorf                 | Märkisch-Oderland |                  |                                               |  |
| Dorfkirche Sauen                     | Ortsteil Sauen                             | Rietz-Neuendorf            | Oder-Spree        |                  |                                               |  |
| Dorfkirche Schönfelde                | Ortsteil Schönfelde                        | Steinhöfel                 | Oder-Spree        |                  |                                               |  |
| Dorfkirche Seeberg                   | Ortsteil Seeberg                           | Stadt Altlandsberg         | Märkisch-Oderland |                  |                                               |  |
| Dorfkirche Selchow                   | Ortsteil Selchow                           | Storkow (Mark)             | Oder-Spree        |                  |                                               |  |
| Dorfkirche Sietzing                  | Ortsteil Sietzing                          | Letschin                   | Märkisch-Oderland |                  |                                               |  |
| Dorfkirche Sieversdorf               | Ortsteil Sieversdorf                       | Jacobsdorf                 | Oder-Spree        |                  |                                               |  |
| Dorfkirche Spreenhagen               |                                            | Spreenhagen                | Oder-Spree        |                  |                                               |  |
| Dorfkirche Steinbeck                 | Ortsteil Steinbeck                         | Höhenland                  | Märkisch-Oderland |                  |                                               |  |
| Dorfkirche Steinhöfel                |                                            | Steinhöfel                 | Oder-Spree        |                  |                                               |  |
| Marienkirche                         |                                            | Stadt Strausberg           | Märkisch-Oderland | Strausberg       |                                               |  |
| Dorfkirche Tempelberg                | Ortsteil Tempelberg                        | Steinhöfel                 | Oder-Spree        |                  |                                               |  |
| Dorfkirche Trebatsch                 | Ortsteil Trebatsch                         | Tauche                     | Oder-Spree        |                  |                                               |  |
| Dorfkirche Trebnitz                  | Ortsteil Trebnitz                          | Stadt Müncheberg           | Märkisch-Oderland | Strausberg       |                                               |  |
| Dorfkirche Werder                    | Ortsteil Werder                            | Rehfelde                   | Märkisch-Oderland |                  |                                               |  |
| Dorfkirche Wernsdorf                 | Ortsteil Wernsdorf                         | Stadt Königs Wusterhausen  | Dahme-Spreewald   | Erkner           |                                               |  |
| Dorfkirche Wesendahl                 | Ortsteil Wesendahl                         | Stadt Altlandsberg         | Märkisch-Oderland |                  |                                               |  |
| Dorfkirche Wilmersdorf               | Ortsteil Wilmersdorf                       | Briesen (Mark)             | Oder-Spree        |                  |                                               |  |
| Dorfkirche Wollenberg                | Ortsteil Wollenberg                        | Höhenland                  | Märkisch-Oderland |                  |                                               |  |
| Dorfkirche Worin                     | Ortsteil Worin                             | Vierlinden                 | Märkisch-Oderland |                  |                                               |  |
| St. Marien                           |                                            | Wriezen                    | Märkisch-Oderland |                  |                                               |  |
| Dorfkirche Wulfersdorf               | Wohnplatz Wulfersdorf Ortsteil Giesensdorf | Tauche                     | Oder-Spree        |                  |                                               |  |
| Dorfkirche Wulkow                    | Ortsteil Wulkow                            | Neuhardenberg              | Märkisch-Oderland |                  |                                               |  |
| Sankt-Annen-Kirche Zinndorf          | Ortsteil Zinndorf                          | Rehfelde                   | Märkisch-Oderland |                  |                                               |  |

### Friedhöfe
| Name                         |
| ---------------------------- |
| Friedhof Alt Rosenthal       |
| Friedhof Altbarnim           |
| Friedhof Altglietzen         |
| Friedhof Altranft            |
| Friedhof Bad Freienwalde     |
| Friedhof Batzlow             |
| Friedhof Birkholz            |
| Friedhof Biesdorf            |
| Friedhof Bollersdorf         |
| Friedhof Booßen              |
| Friedhof Bornow              |
| Friedhof Bralitz             |
| Friedhof Buchholz            |
| Friedhof Buchholz (Gölsdorf) |
| Friedhof Buckow              |
| Friedhof Chossewitz          |
| Friedhof Dahmsdorf           |
| Friedhof Demnitz             |
| Friedhof Diedersdorf         |
| Friedhof Eggersdorf          |
| Friedhof Eisenhüttenstadt    |
| Friedhof Falkenberg          |
| Friedhof Frankenfelde        |
| Friedhof Garzau              |
| Friedhof Garzin              |
| Friedhof Genschmar           |
| Friedhof Gielsdorf           |
| Friedhof Giesensdorf         |
| Friedhof Görlsdorf           |
| Friedhof Groß-Muckrow        |
| Friedhof Groß-Rietz          |
| Friedhof Grube               |
| Friedhof Grunow              |
| Friedhof Harnekop            |
| Friedhof Haselberg           |
| Friedhof Hasenholz           |
| Friedhof Heinersdorf         |
| Friedhof Herzberg            |
| Friedhof Hirschfelde         |
| Friedhof Hohenstein          |
| Friedhof Ihlow               |
| Friedhof Jänickendorf        |
| Friedhof Kagel               |
| Friedhof Kienbaum            |
| Friedhof Kienitz             |
| Friedhof Kliestow            |
| Friedhof Klosterdorf         |
| Friedhof Lichtenberg         |
| Friedhof Lietzen             |
| Friedhof Lindenberg          |
| Friedhof Lüdersdorf          |
| Friedhof Marxdorf            |
| Friedhof Müncheberg          |
| Friedhof Münchehofe          |
| Friedhof Neubarnim           |
| Friedhof Neuendorf im Sande  |
| Friedhof Neuentempel         |
| Friedhof Neu-Golm            |
| Friedhof Neuküstrinchen      |
| Friedhof Neulewin            |
| Friedhof Neutornow           |
| Friedhof Neutrebbin          |
| Friedhof Obersdorf           |
| Friedhof Pieskow             |
| Friedhof Platkow             |
| Friedhof Podelzig            |
| Friedhof Prädikow            |
| Friedhof Pritzhagen          |
| Friedhof Prötzel             |
| Friedhof Rathstock           |
| Friedhof Reichenberg         |
| Friedhof Reichenow           |
| Friedhof Reichenwalde        |
| Friedhof Reicherskreuz       |
| Friedhof Reitwein            |
| Friedhof Reudnitz            |
| Friedhof Ruhlsdorf           |
| Friedhof Schönfelde          |
| Friedhof Schulzendorf        |
| Friedhof Seeberg             |
| Friedhof Sieversdorf         |
| Friedhof Sternebeck          |
| Friedhof Strausberg          |
| Friedhof Tasdorf             |
| Friedhof Tauche              |
| Friedhof Tempelberg          |
| Friedhof Treplin             |
| Friedhof Waldsieversdorf     |
| Friedhof Wegendorf           |
| Friedhof Werder              |
| Friedhof Wesendahl           |
| Friedhof Wiesenau            |
| Friedhof Wilkendorf          |
| Friedhof Wilmersdorf         |
| Friedhof Wollenberg          |
| Friedhof Wölsickendorf       |
| Friedhof Woltersdorf         |
| Friedhof Wriezen             |
| Friedhof Wulfersdorf         |
| Friedhof Wulkow              |
| Friedhof Zechin              |